# Itabuna
Itabuna város Brazíliában, Bahia államban. Lakosainak száma 186 708 fő (2022). Itabuna Buerarema, Governador Lomanto Júnior, Ibicaraí, Ilhéus, Itajuípe, Itapé, Jussari és São José da Vitória községekkel határos.

## Népesség
A település népességének változása:
| Lakosok száma | 196 675 | 204 667 | 219 680 | 213 685 | 214 123 | 186 708 |
|               | 2000    | 2010    | 2015    | 2020    | 2021    | 2022    |